# Џон Лисон
Џон Френсис Кристофер Дакер (енгл. John Francis Christopher Ducker; Лестер, 16. март 1943), познатији као Џон Лисон, британски је глумац. Лисон је најпознатији по давању гласа псу роботу К9 у научно-фантастичним серијама Доктор Ху и К9.